# Conferência Internacional do Meridiano

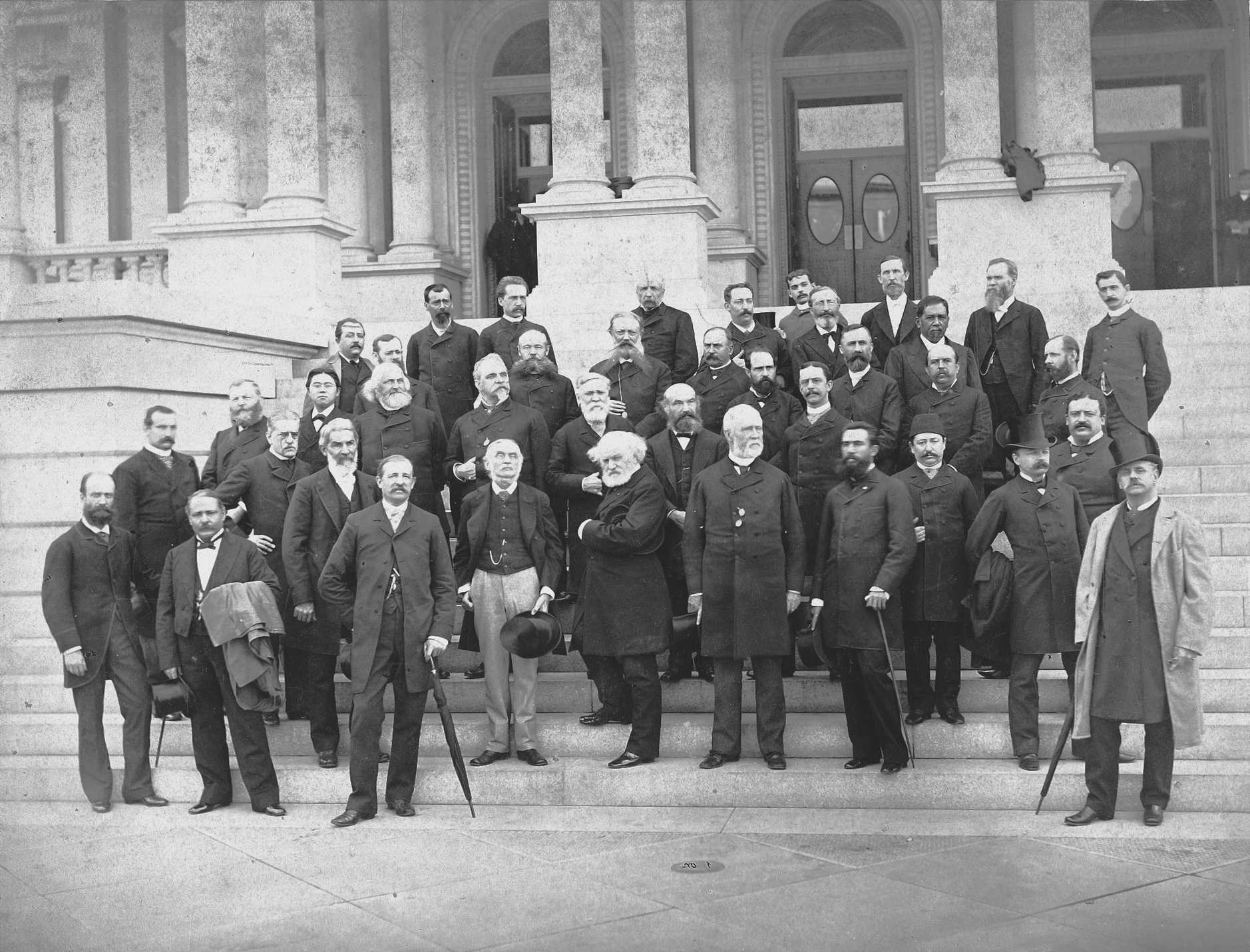
Delegados da Conferência Internacional do Meridiano em 1884.

A Conferência Internacional do Meridiano foi realizada em Washington (Distrito de Columbia, Estados Unidos) de 1º de outubro de 1884 a 1º de novembro de 1884 com o objetivo de padronizar a hora no mundo, isto é, escolher o meridiano zero e dividir o globo terrestre em 24 fusos horários. Ele também é chamado Meridiano Primário, Primeiro Meridiano, Meridiano Zero, Meridiano Principal.

## Participantes
Quarenta e um delegados, oriundos destes vinte e cinco países, participaram da conferência:Alemanha, Áustria-Hungria, Brasil, Chile, Colômbia, Costa Rica, Espanha, Estados Unidos, França, Grã-Bretanha, Guatemala, Havaí, Itália, Japão, Libéria, México, Paraguai, Holanda, Rússia, República Dominicana, Salvador, Suíça, Suécia, Turquia e Venezuela.

## Propostas
Entre outras, as duas principais proposições para a localização do meridiano zero eram: a) o meridiano de Greenwich, que passa nos arredores de Londres; b) o meridiano do Observatório de Paris que passa no meio da capital francesa. Caso houvesse desacordo irremediável entre essas duas potências europeias, foi pautada uma solução de compromisso: c) o meridiano do Ferro, localizado na ilha de Ferro, nas Canárias (a terra mais ocidental conhecida na época do astrônomo grego Ptolemeu, no século II de nossa era). Esse meridiano havia sido outrora adotado como meridiano de referência pelo rei francês Luís XIII (em 1 de julho de 1634).

## Decisão
No dia 22 de outubro de 1884, vinte e dois países adotaram o meridiano de Greenwich como referência mundial.
Um votou contra: a República Dominicana.
Dois se abstiveram: o Brasil e a França.
O Brasil foi representado pelo astrônomo Luís Cruls.